# ГАЕС Bear Swamp
ГАЕС Bear Swamp — гідроакумулювальна електростанція у штаті Массачусетс (Сполучені Штати Америки).
Нижній резервуар станції створили на річці Deerfield, правій притоці річки Коннектикут (дренує східну сторону Аппалачів та впадає до затоки Мен). Для цього звели земляну греблю висотою 40 метрів та довжиною 271 метр, яка утримує витягнуте на 4 км водосховище з площею поверхні 0,6 км2, об'ємом 8,5 млн м3 (корисний об'єм 4,6 млн м3) та припустимим коливання рівня у операційному режимі між позначками 472 та 488 метрів НРМ.
Верхній резервуар облаштували на висотах лівобережжя Deerfield за допомогою чотирьох кам'яно-накидних дамб з ядром із моренного матеріалу. Найбільша серед них Північна дамба має вигнуту форму, висоту 47 метрів та довжину 396 метрів. Інші (Південна, Східна та дамба А) досягають висоти 43, 15 та 7 метрів при довжині 878, 229 та 107 метрів відповідно. Утримувана ними водойма має площу поверхні 0,5 км2, об'єм 10,2 млн м3 (корисний об'єм 6,4 млн м3) та припустиме коливання рівня у операційному режимі між позначками 253 та 265 метрів НРМ.
Верхній резервуар пов'язаний із машинним залом через напірну шахту глибиною 203 метри з діаметром 7,6 метра, горизонтальний тунель довжиною 91 метр та два напірні водоводи довжиною по 106 метрів з кінцевим діаметром по 5,3 метра. Зал споруджений у підземному виконанні і має розміри 69х24 метри при висоті 55 метрів, а доступ до нього здійснюється через тунель довжиною 0,2 км з перетином 7,6х8,8 метра.
Основне обладнання станції становлять дві оборотні турбіни типу Френсіс потужність по 300 МВт, як працюють при напорі від 207 до 235 метрів.
Із нижнім резервуаром зал сполучений двома тунелями довжиною по 154 метри з перетином 6,7х8,8 метра.
Зв'язок з енергосистемою відбувається по ЛЕП, розрахованій на роботу під напругою 230 кВ.